# هارولد بيلي (لاعب كرة قدم أمريكية)
هارولد بيلي (بالإنجليزية: Harold Bailey)‏ هو لاعب كرة قدم أمريكية ولاعب كرة القدم الكندية أمريكي، ولد في 12 أبريل 1957 في هيوستن في الولايات المتحدة.

## وصلات خارجية
- هارولد بيلي على موقع مرجع كرة القدم المحترفة.كوم (الإنجليزية)
- هارولد بيلي على موقع JustSportsStats.com (الإنجليزية)
- هارولد بيلي على موقع كلية كرة القدم في سبورتس رفرنس.كوم (الإنجليزية)